# Nicolas Bertin
Nicolas Bertin (París, 1667 - 1736) fue un pintor francés.

## Biografía
Alumno de Jean Jouvenet y Louis Boullongne, Bertin recibió el Premio de Roma en 1685 por su obra La construcción del Arca de Noé.
Fue hijo y hermano de escultores. Se distinguió y fue admitido en la Real Academia de Pintura y Escultura en 1703.
La identidad de su padre todavía no es conocida, pero su hermano es Claude Bertin, (hacia 1653-1705).

## Obras
- La construcción del Arca de Noé (1685)
- La lapidación de San Esteban
- Moisés y las hijas de Jethro
- Prometeo liberado por Hércules (1703, Louvre)
- La resurrección de Lázaro (1720, Museo Lambinet, Versalles)
- Faetón conduciendo el Carro del Sol (1720, Louvre)
- Vertumno y Pomona (Decoración)